# سليفر
«سليفر» (بالإنجليزية: Sliver)‏ هي أغنية لفرقة الروك الأمريكية نيرفانا. نم إصدارها بالأصل على شكل أغنية مفردة من دون ألبوم عبر شركة ساب بوب. فامت دي جي سي بإعادة إصدار الأغنية للراديو لتدعم إصدار المواد النادرة في الألبوم التجميعي إنسيستيسايد في 1992.